# Lorenzo Bettini
Pour les articles homonymes, voir Bettini.
Lorenzo Bettini (né le 15 janvier 1931 à Villanuova sul Clisi, en Lombardie et mort le 21 janvier 2008 à Gavardo, dans la même région) était un footballeur italien des années 1950 et 1960.

## Biographie
En tant qu'attaquant, Lorenzo Bettini fut international italien à 6 reprises (1954-1956) pour 3 buts.
Il joua dans différentes équipes italiennes (AC Brescia, AS Rome, US Palerme, AC Udinese, Lazio Rome, Inter Milan, Modena FC et  Alexandrie US). Il remporta une Serie B en 1952 avec l'AS Rome et termina deux fois deuxième de Serie A en 1955 et en 1962.

## Clubs
- 1949-1951 : AC Brescia
- 1951-1952 : AS Rome
- 1952-1953 : US Palerme (prêt)
- 1953-1954 : AS Rome
- 1954-1955 : AC Udinese
- 1955-1957 : Lazio Rome
- 1957-1961 : AC Udinese
- 1961-1962 : Inter Milan
- 1962-1963 : Modène FC
- 1963-1966 :  Alexandrie US

## Palmarès
- Championnat d'Italie de football
  - Vice-champion en 1955 et en 1962
- Championnat d'Italie de football D2
  - Champion en 1952